# سه تفنگدار (مجموعه تلویزیونی)
سه تفنگدار (کره‌ای: 삼총사; لاتین‌نویسی اصلاح‌شده: Samchongsa) یک مجموعهٔ تلویزیونی کره جنوبی سال ۲۰۱۴ با بازی جونگ یونگ هوا، لی جین ووک، یانگ دونگ گون، جونگ هه این و سو هیون جین است. این مجموعه که بر پایهٔ رمان سه تفنگدار از الکساندر دوما است، ماجراجویی سه نفر در دوران چوسان را به تصویر می‌کشد که به عنوان نگهیانان ولیعهد سوهیون خدمت می‌کنند. این مجموعه از ۱۷ اوت تا ۲ نوامبر ۲۰۱۴، شنبه‌ها ساعت ۲۱:۰۰ (کی‌اس‌تی) از تی‌وی‌ان برای ۱۲ قسمت پخش شد.
سه تفنگدار در ابتدا قرار بود با بودجه‌ای ۱۰ میلیون دلاری در سه فصل ۱۲ قسمتی ساخته شود و فصل سوم آن در چین فیلم‌برداری شود. به دلیل استقبال پایین از فصل اول، برنامه‌ریزی فصل‌های بعدی لغو شد.